# ゴッタルド道路トンネル

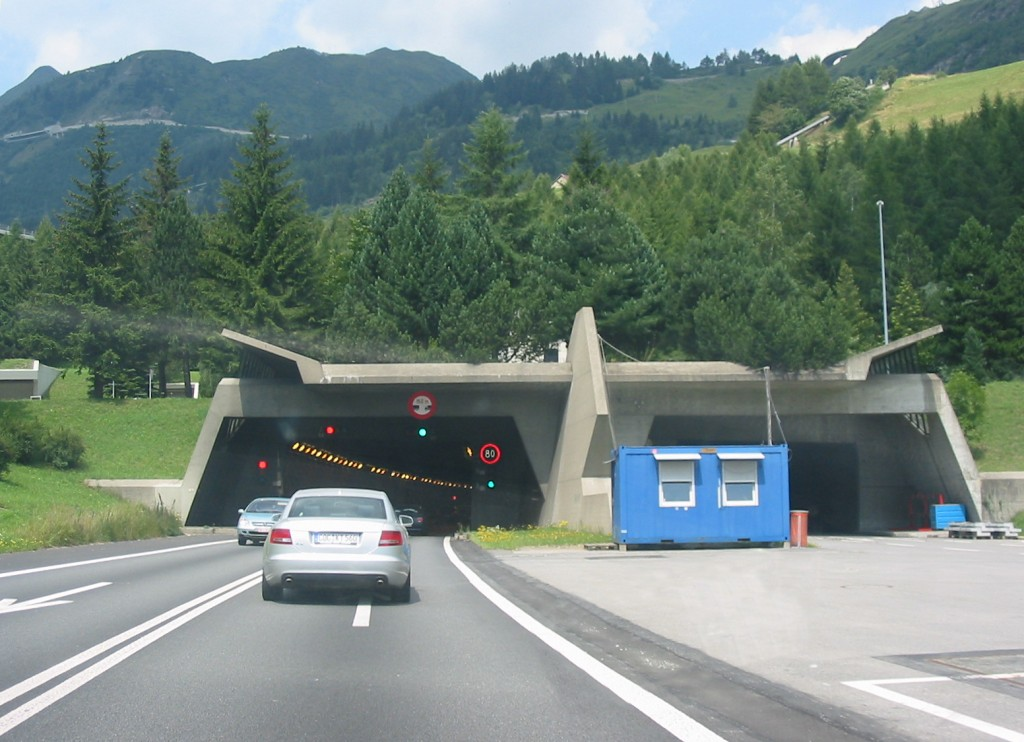
南側出入口

ゴッタルド道路トンネル（ゴッタルドどうろトンネル）は、スイスに存在する世界で4番目の長さの道路トンネルである（世界1位はノルウェーのラルダールトンネル(24.5km)、2位は日本の山手トンネル(18.2km)、3位は中国の秦嶺終南山トンネル(18.0km)）。全長16.9kmで、ゴッタルド峠の下を貫き北側のウーリ州ゲシェネンと南側のティチーノ州アイロロを結んでいる。ドイツのハンブルクとイタリアのシチリアを結ぶ最短の道路の一部となっている。

## 歴史
1952年からトンネル建設の第1次予備調査を開始していたが、着工まではさらに時間を要した。1966年に調査結果が出て、1969年8月23日に北側から、10月14日に南側から坑道の掘削を開始、本坑トンネルも同年11月1日に北側から、11月25日に南側から開始された。換気用の立坑も掘削された。坑道は1976年3月23日に、本坑トンネルは12月16日に貫通した。坑道や立坑を合わせた掘削総延長は約37キロメートルに達し、北側からは1日平均4.92メートル、南側からは5.5メートルを掘削した。掘削量は北側は60万立方メートル、南側は73万5000平方メートル、掘削に使用した火薬は1,000トンに達した。ほぼ100年前のゴッタルド鉄道トンネルの建設と大差のない工期であったが、道路トンネルの方は坑道や立坑を別に掘削したこと、鉄道トンネルの際に最大1,500人に及ぶ労働者が働いていたのに対し、道路トンネルでは250人に留まったことが、100年間の技術進歩にもかかわらず同程度の工期になった理由であった。
トンネルは1980年9月5日に開通した。当時世界最長の道路トンネルであり、総工費は6億8600万フラン（約805億円）であった。このトンネルによりヨーロッパの南北を結ぶ高速道路網が完成し、開通してすぐに通行車両数は急増していった。これに代わって、それまでゴッタルド鉄道トンネル経由で運転されてきたカートレインは廃止となった。
2001年10月24日、トンネル内で2台のトラックが衝突して火災が発生し、11名が亡くなった。修復と清掃のためにトンネルは2ヶ月間閉鎖された。
2012年6月、ゴッタルド鉄道トンネルが落石により不通となり、危険物の輸送が停滞した。このため鉄道の不通期間に限り、ゴッタルド道路トンネルで禁止されてきた危険物輸送車両の通行が、制限付きで認められることとなった。具体的には、時間を限り一般車両を通行止めとし、警察車両が誘導、危険物輸送車両で隊列を組み、消防車両が追随する形で走行が行われた。

## 道路状況
ゴッタルド道路トンネルはスイスの高速道路A2の一部である。バーゼルからイタリアとの国境のキアッソまでを結んでいる。
トンネルは片側1車線の対面通行で、制限速度は80km/hである。
トンネルは過密状態で、しばしば渋滞を引き起こしている。これに対してアルプス山脈を貫くトンネルでは、ヴァレー州のグラン・サン・ベルナールトンネルの方が空いており、時間的にも短いことが多い。ただし距離的にはゴッタルド道路トンネル経由の方が短い。
トンネル内では、トラックの車間距離は150メートル以上を取るように規制されている。

## 第2トンネル計画
2016年2月の国民投票において、条件付きで第2トンネル建設を認める2014年連邦法改正案が承認され、2027年の開通が予定されている。

第2トンネル建設計画は古くから浮上したものの、政治的な背景もあいまって遅々として進まなかった。道路トンネルの建設を阻止しようとした「アルプスを通過交通から守る」アルプス運動は、当初はスイスの連邦参事会により否決されたが、1994年2月に52%の賛成で国民投票を通過した。これに対しトンネル建設派のアヴァンティ運動は2004年2月に国民投票を行ったが、62.8%の反対で否決された。

2014年9月26日、前述のように連邦議会にて連邦法改正案が通過。この改正案は、自然保護を目的に交通量増加を認めていないスイス連邦憲法第84条の遵守を前提に、老朽化した現行トンネルを全面閉鎖した上での改修工事を目的として新トンネル建設を可能とするものである。従って、新トンネルは現行と同じく片側1車線の対面通行とされている。さらに、現行トンネル更新完了後は、新旧共に１車線に半減し、許容通行量は現状のまま維持される計画である。今後この計画を変更する場合、国民投票による憲法第84条の改正が必要となる。

## 関連するトンネル
ゴッタルド鉄道トンネルが並行している。またアルプトランジット計画の一環として現在地点より600メートル低い場所でゴッタルド峠を貫くゴッタルドベーストンネル (鉄道用) が2016年6月に開通した。

## 関連情報
- 延長別トンネルの一覧
- 社団法人日本トンネル技術協会